# Parque Nacional de Ujung Kulon
O Parque nacional de Ujung Kulon é situado na costa sul-ocidental de Java, no Estreito de Sonda, que inclui a península de Ujung Kulon e várias ilhas perto da praia, cercando a reserva natural de Krakatoa. Além da sua beleza natural e interesse geológico - especialmente para o estudo de vulcões interiores - contém a maior área restante de florestas tropicais de planícies de Java. Podem ser achadas várias espécies de plantas e animais em extinção, a maioria ameaçada, sendo a mais importante o rinoceronte-de-java. 

## Fauna
Sua fauna tem Leopardo de java,Banteng,Macaco de cauda comprida.
Foi declarado Património Mundial da Unesco em 1991.